# Dal'nij
Dal'nij (in lingua russa Дальний) è una città della Russia, sul fiume Oredež, nell'Oblast' di Leningrado.